# 府南街道
府南街道，是中华人民共和国四川省成都市青羊区下辖的一个街道。

## 行政区划
府南街道下辖以下地区：
战旗社区、石人北路社区、文苑社区、石人南路社区、同德社区、清溪社区和锦屏社区。